# Лис Иригаре
Лис Иригаре (фр. Luce Irigaray; Блатон, 3. мај 1930) је белгијско-француска феминисткиња, филозофкиња, лингвисткиња, психолингвисткиња, психоаналитичарка и теоретичарка културе која је испитивала употребу и злоупотребу језика у односу на жене. Прва и најпознатија њена књига, објављена 1974. године, била је Speculum of the Other Woman (1974), која анализира текстове Фројда, Хегела, Платона, Аристотела, Декарта и Канта кроз призму фалоцентризма. Иригаре је аутор радова који анализирају многе мислиоце, укључујући This Sex Which Is Not One (1977), који расправља о Лакановом раду, као и о политичкој економији; Elemental Passions (1982) могу се читати као одговор на Мерло-Понтвјев чланак The Intertwining—The Chiasm у Видљивом и Невидљивом, и У he Forgetting of Air in Martin Heidegger (1999), Иригаре критикује нагласак Хајдегера на елементу земље као тлу живота и говора и његовом „забораву“ или заборављању ваздуха.
Иригаре је позната по употреби три различита начина у својим истраживањима природе рода, језика и идентитета: аналитичког, есејистичког и лирског поетичног. Тренутно је активна у Женским покретима у Француској и Италији.

## Образовање
Лис Иригаре је дипломирала на Универзитету у Левену 1954. године, магистрирала на истом универзитету 1956. године, и предавала у средњој школи у Бриселу од 1956. до 1959. године.
1960. преселила се у Париз да би магистрирала психологију на Универзитету у Паризу, коју је стекла 1961. године. Такође је стекла специјалистичку диплому из психопатологије у школи 1962. године. Paris X Nanterre. Њена теза је названа Approche psycholinguistique du langage des déments.
Докторирала је лингвистику 1968. године на Универзитету у Сен-Денису (Универзитет у Паризу VIII). Њена дисертација о говорним обрасцима субјеката који пате од деменције постала је њена прва књига Le langage des déments, објављена 1973. 1974. године стекла је други докторат из филозофије.
Шездесетих година Иригаре почиње да похађа психоаналитичке семинаре Жак Лакана и придружује се École Freudienne de Paris (Фројдовска школа у Паризу), где је и Лакан. Из ове школе избачена је 1974. године, након објављивања друге докторске тезе, Speculum of the Other Woman (Speculum: La fonction de la femme dans le discours philosophique, касније названа Speculum: De l'autre femme), која је добила много критика и од лаканске и од фројдовске школе психоанализе. Ова критика јој је донела признање, али је уклоњена са места инструктора на Универзитету и избачена из заједнице Лаканаца.
Од 1964. била је на истраживачком месту у Centre national de la recherche scientifique, где је сада директорка истраживања у филозофији. Њено првобитно истраживање било је усредсређено на пацијенте са деменцијом, о којима је израдила студију о разликама између језика мушкараца и жена.
Такође је примећено да је Иригаре у својим списима изразила забринутост да би интересовање за њену биографију утицало на тумачење њених идеја, јер је улазак жена у интелектуалне расправе често укључивао и оспоравање женског становишта заснованог на биографској грађи. Њене до сада најопсежније аутобиографске изјаве окупљене су у књизи Through Vegetal Being (у коауторству са Мајклом Мардером). Свеукупно, она држи уверење да биографски детаљи који се односе на њен лични живот садрже могућност да се против ње користе у образовној установи у којој доминирају мушкарци као средство за дискредитацију њеног рада.

## Теме
Неке њене књиге написане су у њеном лирском модусу као замишљени дијалози са значајним доприносницима западне филозофије, попут Ничеа и Хајдегера. Међутим, Иригаре такође пише значајно дело о Хегелу, Декарту, Платону, Аристотелу и Емануелу Левинасу, као и Мерло-Понтију. Наставила је да спроводи емпиријске студије о језику у разним окружењима, истражујући разлике између начина на који мушкарци и жене говоре. Овај фокус на сексуалним разликама кључна је карактеристика Иригареиног опуса, јер она настоји да обезбеди веб локацију са које женски језик може настати. Од 1990. године, Иригареин рад се све више окреће женама и мушкарцима заједно. У Between East and West, From Singularity to Community (1999) и The Way of Love ( (2002), она замишља нове облике љубави према глобалној демократској заједници.

## Главна дела

### Speculum of the Other Woman
Њена прва велика књига, Speculum of the Other Woman, заснована на њеној другој дисертацији, објављена је 1974. године. У Speculum of the Other Woman Иригаре се бави блиском анализом фалоцентризма у западној филозофији и психоаналитичкој теорији, анализирајући текстове Фројда, Хегела, Платона, Аристотела, Декарта и Канта. Најцитиранији есеј књиге The Blind Spot of an Old Dream критикује Фројдово предавање о женствености.

### This Sex Which is Not One(Ce sexe qui n'en est pas un)
Иригаре је 1977. објавила This Sex Which is Not One (Ce sexe qui n'en est pas un) који је потом преведен на енглески језик са тим насловом и објављен 1985. године, заједно са Speculum of the Other Woman. Поред више коментара о психоанализи, укључујући расправе о Лакановом делу, Овај This Sex Which is Not One такође коментарише политичку економију, ослањајући се на структуристичке писце као што је Леви Штраус. На пример, Иригаре тврди да фалична економија ставља жене уз знакове и валуту, јер се сви облици размене врше искључиво између мушкараца.

### "Women on the Market" (Осми део делаThis Sex Which is Not One)
Иригаре се ослања на теорију капитала и робе Карла Маркса да би тврдила да се жене размењују између мушкараца на исти начин као и било која друга роба. Она тврди да је цело наше друштво засновано на овој размени жена. Њену разменску вредност одређује друштво, док су употребна вредност њене природне особине. Дакле, жене су подељене између њихових употреба и вредности размене и жена је пожељна само због вредности размене. Овај систем ствара три врсте жена: мајку која је корисна вредност; девица, која је сва разменска вредност; и проститутка, која оличава и корисну и размењиву вредност.
Даље користи додатне марксистичке темеље да тврди да су жене тражене због њиховог опаженог недостатка и као резултат тога, мушкарци траже „да их имају све“ или траже вишак попут вишка куповне моћи робе, капитала, који капиталисти непрестано траже. Иригаре тако претпоставља да је можда „начин на који се жене користе мање значи од њиховог броја." У овој даљој аналогији жена „на тржишту“, схваћеној марксистичким терминима, Иригаре истиче да се жене, попут робе, премештају између мушкараца на основу њихове разменске вредности, а не само њихове употребне вредности, а жеља ће увек бити вишак - чинећи да жене у овом случају изгледају као капитал који се акумулира. „Као роба, жене су према томе две ствари одједном: утилитарни предмети и носиоци вредности.“

### Elemental Passions
Elemental Passions (1982) могле би се читати као одговор на Мерло-Понтијев чланак The Intertwining—The Chiasm у The Visible and the Invisible. Као и Мерло-Понти, Иригаре описује телесно преплитање или вид и додир. Супротстављајући се нарцисоидном соју у Мерло-Понтијевом хијазму, она претпоставља да сексуалне разлике морају претходити преплитању. Предмет је обележен променљивошћу или „више њих“ и кодиран је као историјски непредвиђени родни сукоб.

## Филозофија
Белгијски филозоф и аналитичарка Лис Иригаре је забринута пре свега са идејом о полној разлици. Бивша ученица Жак Лакана, психоаналитичарка који је славно истраживала језичку структуру несвесног, тврди да је сав језик у суштини мушке природе. У Sex and Genealogies (1993) она пише: „Свуда, у свему, мушки говор, мушке вредности, снови и жеље јесу закон.“ Њен феминистички рад може бити виђен као борба за проналажење аутентично женских начина говора и жеља које су ослобођени мушкоцентричности.

### Мудрост и жеља
Да би решила овај проблем, Иригаре сугерише да свако размишљање, чак и наизглед трезвена и објективна филозофија, са својим говором о мудрости, сигурности, исправности и умерености, је поткрепљена жељом.
Иригаре говори да сваки пол има свој однос према жељи, и као резултат тога сваки пол има и однос према лудилу. Ово доводи у питање дугу традицију поистовећивања мушкости са рационалношћу и женственост са ирационалношћу. Такође отвара пут до могућности новог начина писања и размишљања о филозофији, и за мушкарце и за жене.
Женска улога се мора намерно претпоставити.

## Критика
Неке феминисткиње критикују Иригареевине перцептивне есенцијалистичке ставове. Међутим, међу научницима постоји много расправа о томе да ли је њена теорија сексуалних разлика заиста есенцијалистичка. Перцепција да је њен рад есенцијалистички, концентрише се на њену пажњу на сексуалне разлике, узимајући ово као пробу хетеронормативне сексуалности.
Како наводи Хелен Филдинг, нелагодност међу феминисткињама због Иригарејевине расправе о мужевности и женствености не открива толико Иригареину хетеронормативну пристрасност, колико „произлази из наслеђеног културног схватања [од стране њених критичара] које природу поставља као непроменљиви организам или као материју којом се може наредити, манипулисати и уписати у њу. Отуда је брига око есенцијализма и сама утемељена у бинарном размишљању које чува хијерархију... културе над природом."
В. А. Бороди критиковао је Иригареин фалогоцентрични аргумент као погрешно представљање историје филозофија „неодређености“ на Западу. Иригареевин „црно-бели“ тврде да мужевност представља одлучност и да женско представља неодређеност садрже одређени степен културне и историјске ваљаности, али не и када су распоређени да самостално реплицирају сличан облик родног одвајања који су првобитно желели да превазиђу.
Алан Сокал и Жан Брисмонт критикују Иригареевину употребу научне терминологије у њеним списима. Међу критикама, они доводе у питање наводни интерес који је Ајнштајн имао за „убрзања без електромагнетних поновних уравнотежења“; мешање посебне релативности и опште релативности; и њена тврдња да је E = mc2 „сексуална једначина“, јер „привилегује брзину светлости у односу на друге брзине које су нам витално потребне.“

## Изабрана библиографија

### Књиге
- Irigaray, Luce . Speculum of the Other Woman. (Eng. trans. 1985 by Gillian C. Gill). Irigaray, Luce (1974). Speculum of the Other Woman. Cornell University Press. ISBN 9780801493300.
- Irigaray, Luce (1977). This Sex Which Is Not One. (Eng. trans. 1985). ISBN 9780801493317.
- Irigaray, Luce . Marine Lover: Of Friedrich Nietzsche. (Eng. trans. 1991 by Gillian C. Gill). Irigaray, Luce (1980). Marine Lover of Friedrich Nietzsche. Columbia University Press. ISBN 9780231070829.
- Irigaray, Luce . Elemental Passions. (Eng. trans. 1992). Irigaray, Luce (1982). Elemental Passions. Psychology Press. ISBN 9780415906920.
- Irigaray, Luce (1983). The Forgetting of Air: In Martin Heidegger. (Eng. trans. 1999). ISBN 9780292738720.
- Irigaray, Luce . An Ethics of Sexual Difference. (Eng. trans. 1993 by Gillian C. Gill). Irigaray, Luce (1984). An Ethics of Sexual Difference. Cornell University Press. ISBN 9780801481451.
- Irigaray, Luce . To Speak is Never Neutral. (Eng. trans. 2002). Irigaray, Luce (1985). To Speak is Never Neutral. A&C Black. ISBN 9780826459046.
- Irigaray, Luce . Sexes and Genealogies. (Eng. trans. 1993 by Gillian C. Gill). Irigaray, Luce (1987). Sexes and Genealogies. Columbia University Press. ISBN 9780231070331.
- Irigaray, Luce . Thinking the Difference: For a Peaceful Revolution. (Eng. trans. 1993). Irigaray, Luce (1989). Thinking the Difference: For a Peaceful Revolution. A&C Black. ISBN 9780485114263.
- Irigaray, Luce . Je, tu, nous: Towards a Culture of Difference. (Eng. trans. 1993). Irigaray, Luce (1990). Je, Tu, Nous. Psychology Press. ISBN 9780415905824.
- Irigaray, Luce . I Love to You: Sketch for a Felicity Within History. (Eng. trans. 1993). Irigaray, Luce (1990). I Love to You: Sketch for a Felicity within History. Routledge. ISBN 9780415907323.
- Irigaray, Luce . Democracy Begins Between Two. (Eng. trans. 2000). Irigaray, Luce (1994). Democracy Begins Between Two. Taylor & Francis. ISBN 9780415918169.
- Irigaray, Luce . To Be Two. (Eng. trans. 2001). Irigaray, Luce (1997). To be Two. Routledge. ISBN 9780415918145.
- Irigaray, Luce . Between East and West: From Singularity to Community. (Eng. trans. 2001). Irigaray, Luce (1999). Between East and West: From Singularity to Community. Columbia University Press. ISBN 9780231119351.
- Irigaray, Luce . Why Different?. Irigaray, Luce (2000). Speculum of the Other Woman. Cornell University Press. ISBN 9780801493300.
- Irigaray, Luce . The Way of Love. Irigaray, Luce (2002). Way of Love. A&C Black. ISBN 9780826473271.
- Irigaray, Luce . Sharing the World. (Eng. trans. 2008). Irigaray, Luce (2008). Sharing the World. Bloomsbury Academic. ISBN 9781847060341.
- Irigaray, Luce. (2008). Conversations. Continuum. ISBN 9781847060365.
- Irigaray, Luce. (2013). In the Beginning, She Was. A&C Black. ISBN 9781441106377.
- Irigaray, Luce; Marder, Michael Irigaray, Luce; Marder, Michael (2016). Through Vegetal Being: Two Philosophical Perspectives. Columbia University Press. ISBN 9780231173865.
- Irigaray, Luce. (2017). To be Born: Genesis of a New Human Being. Springer. ISBN 9783319392219.

### Радови
- Luce Irigaray (1999). „Philosophy in the Feminine”. Feminist Review. 42 (1): 111—114. ISSN 1466-4380., .
- Irigaray, Luce (1981). „And the One Doesn't Stir Without the Other”. Signs. 7 (1): 60—67. doi:10.1086/493859..
- Irigaray, Luce (1980). „When Our Lips Speak Together”. Signs. 6 (1): 69—79. doi:10.1086/493777..